# Domenico Razeti
Domenico Razeti (Genova, 1870 – 1926) è stato uno scultore italiano.

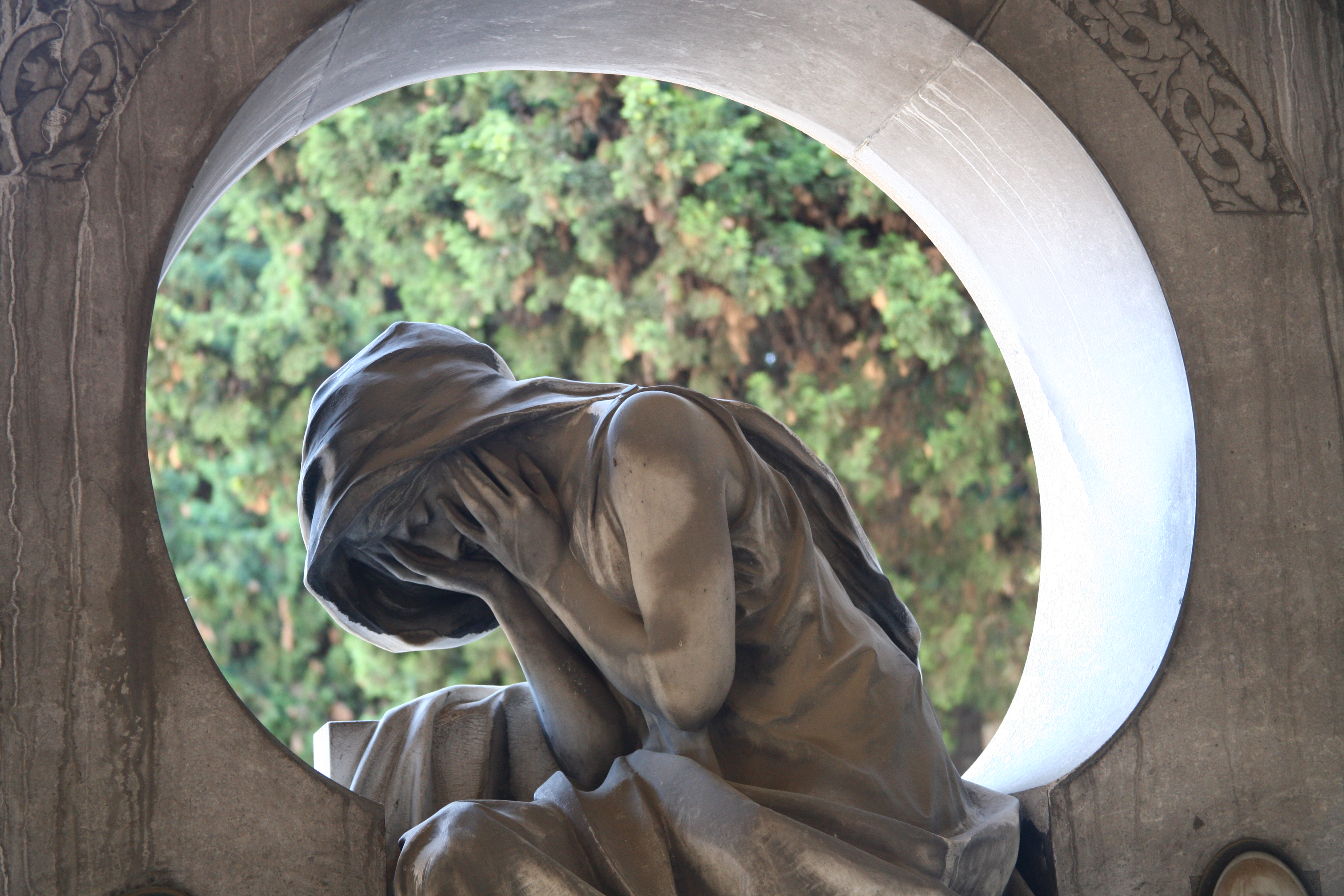
Tomba Remaggi Bargagliotti (1920)

È conosciuto per aver realizzato molte opere civili, religiose e funerarie.
Iniziò gli studi all'Accademia Ligustica e finì di perfezionarsi a Roma; dal 1893 è documentata la partecipazione alla Promotrice genovese. Il lavoro di Razeti risente dell'impostazione bistolfiana.
Nelle sue opere si nota una particolare delicatezza anche quando i soggetti affrontano il tema della morte.
Fra le opere funerarie due tombe: la  Remaggi Bargagliotti (1920) e la Vicini (1918), nel cimitero monumentale di Genova Staglieno.
Nelle lapidi delle tombe degli infanti, in particolare e nelle opere che riproducono i bambini (cfr. Fâchè, una piccola scultura dei primi del 900 che riproduce un bimbo che si stropiccia gli occhi come se fosse assonnato)  traspare la dolcezza e la delicatezza di questo autore.
Sue importanti realizzazioni ecclesiastiche sono anche nella chiesa dell'Immacolata di Genova: l'Immacolata e le ampie bifore frontali.